# DWWW

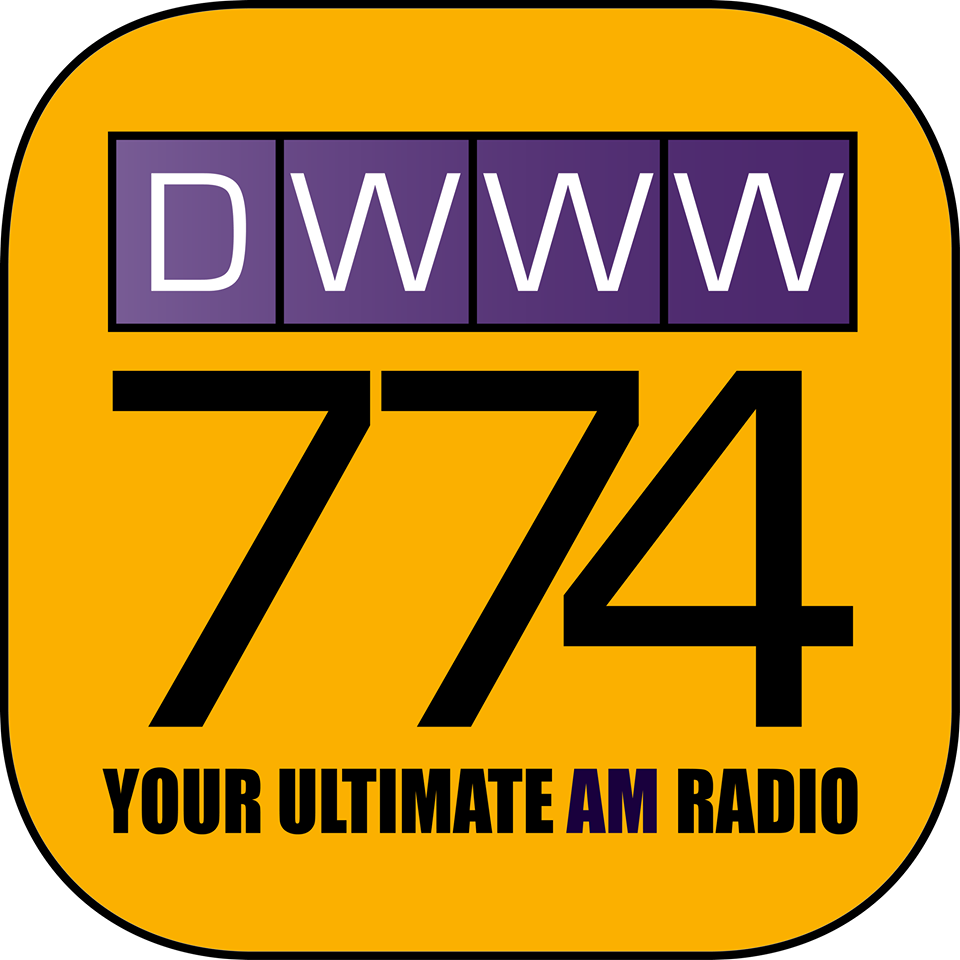
DWWW 로고

DWWW (774 AM C-QUAM 라디오 방송국은 인터랙티브 브로드캐스트 미디어가 소유하고 운영하고 있다. 스튜디오는 단위 807 및 808, 애틀랜타 센터, 아나폴리스 세인트, 그린 힐스, 산 후안, 메트로 마닐라에 위치하고 있으며 송신기는 브르기 타갈라그 로드에 있다. 타갈라그,  발렌수엘라. DWWW는 2011년부터 라디오 민다나오 네트워크의 제휴 방송국이다.